# 基列亭
基列亭（英語：Kirjathaim） -指圣经中的两个城市。 
1. 一个拿弗他利支派的逃城(1 编年史6:76 （页面存档备份，存于）).
2. 一个位于今约旦东部的城市  (创世纪》14:5 （页面存档备份，存于）; 申2:9-10 （页面存档备份，存于）). 它被分配到部落的 鲁本 (32号:37 （页面存档备份，存于）)中。 在时间(以西25:9 （页面存档备份，存于）)它是一个城市，形成了"荣耀押"(比 耶利米48:1,23 （页面存档备份，存于）). 它已经确定了与 el-Kureiyat，11英里西南部的 Medeba，在南部斜坡的 Jebel Attarus，古 亚的。

 这篇文章中纳入了文本的出版物现在在 公共领域是： 伊斯顿，马修*乔治* (1897). "文名称需要"的。 Easton的圣经典 (新的和修订ed.). T.纳尔逊和儿子。 